# Anita Yuen
Anita Yuen Wing-Yi (en chino tradicional, 袁詠儀; en chino simplificado, 袁咏仪; pinyin, Yuán Yǒngyí) es una actriz de cine y televisión nacida el 4 de septiembre de 1971 en Hong Kong. 

## Carrera
Ha ganado tres premios de la Hong Kong Film Award. También fue la ganadora del concurso de Miss Hong Kong de 1990.

## Filmografía

### Películas
- Love's Lone Flower (2005)
- Love Trilogy (2004)
- Kung Fu Girls (2003)
- The Monkey King (2002)
- Chor Lau Heung (2001)
- Don't Look Back... Or You'll Be Sorry!! (2000)
- Lensman: Power of the Lens (2000)
- Dragon Heat (2000)
- State of Divinity (2000)
- Hua Mulan (1999)
- Enter the Eagles (1998)
- Anna Magdalena (1998)
- Till Death Do Us Part (1998)
- A Chinese Ghost Story: The Tsui Hark Animation (1997)
- Hong Kong Night Club (1997)
- God of Gamblers 3: The Early Stage (1997)
- He Comes from Planet K (1997)
- Up for the Rising Sun (1997)
- The Wedding Days (1997)
- Entrance of the P-Side (1996)
- Tristar (1996)
- Till Death Do Us Laugh (1996)
- Who's the Woman, Who's the Man (1996)
- Twinkle Twinkle Lucky Star (1996)
- Heaven Can't Wait (1995)
- Just Married (1995)
- The Chinese Feast (1995)
- The Age of Miracles (1995)
- Tragic Commitment (1995)
- Thunderbolt, con Jackie Chan (1995)
- The Golden Girls (1995)
- I Want to Go on Living (1995)
- 01:00 A.M. (1995)
- Tricky Business (1995)
- From Beijing with Love (1994)
- He's a Woman, She's a Man (1994)
- C'est la vie, mon chéri (1994)
- Crystal Fortune Run (1994)
- The True Hero (1994)
- I've Got You, Babe (1994)
- The Worth of Silence (1994)
- Crossings (1994)
- It's a Wonderful Life (1994)
- He & She (1994)
- I Will Wait for You (1994)
- Taste of Killing and Romance (1994)
- Whatever You Want (1994)
- Tears and Triumph (1994)
- A Warrior's Tragedy (1993)
- Prince of Portland Street (1993)
- Tom, Dick, and Hairy (1993)
- The Incorruptible (1993)
- Deadly China Hero (1993)
- Legend of the Liquid Sword (1993)
- Sword Stained with Royal Blood (1993)
- He Ain't Heavy, He's My Brother (1993)
- The Days of Being Dumb (1992)
- Handsome Siblings (1992)

### Programas de variedades
| Año  | Programa   | Notas    |
| ---- | ---------- | -------- |
| 2016 | Happy Camp | invitada |